# Provancherides saecularis
Provancherides saecularis är en stekelart som beskrevs av Heinrich 1968. Provancherides saecularis ingår i släktet Provancherides och familjen brokparasitsteklar. Inga underarter finns listade i Catalogue of Life.